# Ramazanoğlu (Pendik)
Pour les articles homonymes, voir Ramazanoğlu.
Ramazanoğlu est un quartier du district de Pendik de la métropole d'Istanbul.